# Văn hóa Hậu Lý
Văn hóa Hậu Lý (tiếng Trung: 后李文化; bính âm: Hou li wen hua, k. 8500—k. 7500 TCN) là một nền văn hóa thuộc thời đại đồ đá mới tại tỉnh Sơn Đông, Trung Quốc. Người dân thuộc nền văn hóa này sống trong những căn nhà vuông, nửa ngầm. Bằng chứng khảo cổ cho thấy trong các di chỉ có chó và lợn được thuần hóa. Di chỉ Hậu Lý nằm ở huyện Lâm Truy thuộc Sơn Đông và được khai quật từ năm 1989 đến năm 1990. Nền văn hóa kế tiếp là văn hóa Bắc Tân.
Bằng chứng về việc canh tác lúa sớm nhất tại lưu vực Hoàng Hà đến từ hạt thóc bị cacbon hóa đến từ di chỉ Nguyệt Trang tại Tế Nam, Sơn Đông. Hạt thóc cacbon hóa được xác định niên đại theo phương pháp phóng xạ cacbon AMS có kết quả là 7050±80. Các nhà khảo cổ học cũng khai quật được kê từ di chỉ Nguyệt Trang.